# کانتون بالنسیا
کانتون بالنسیا (به اسپانیایی: Cantón Valencia) یک منطقهٔ مسکونی در اکوادور است که در استان لوس ریوس واقع شده‌است.